# Луціанові

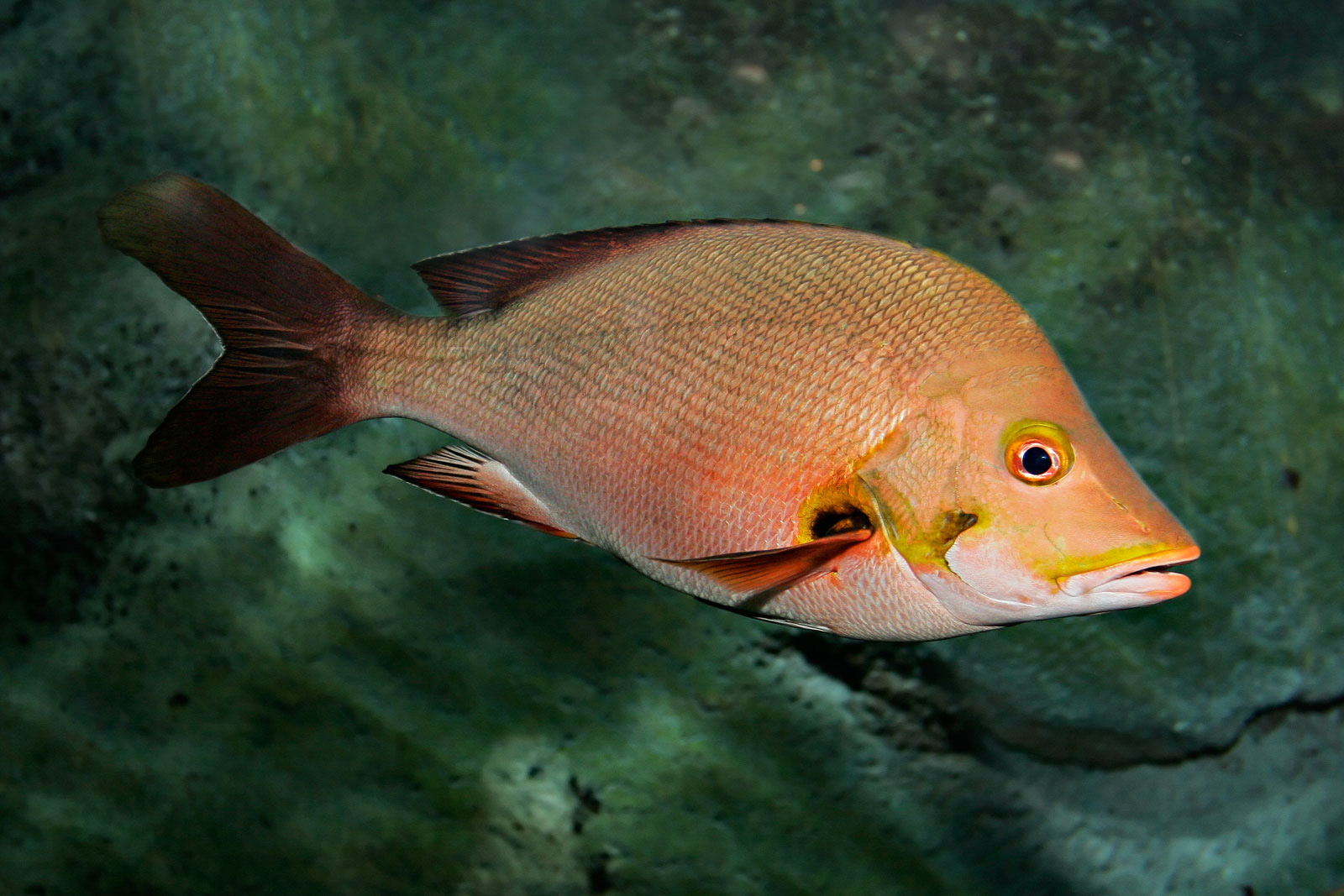
Lutjanus gibbus

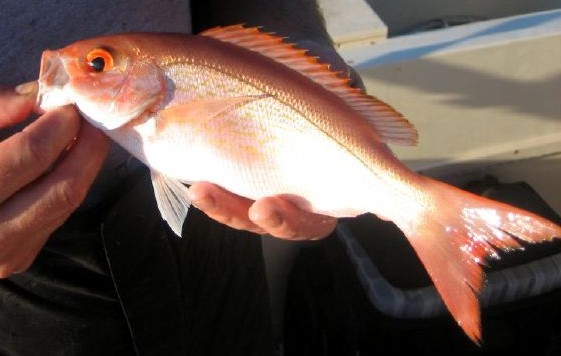
Rhomboplites aurorubens

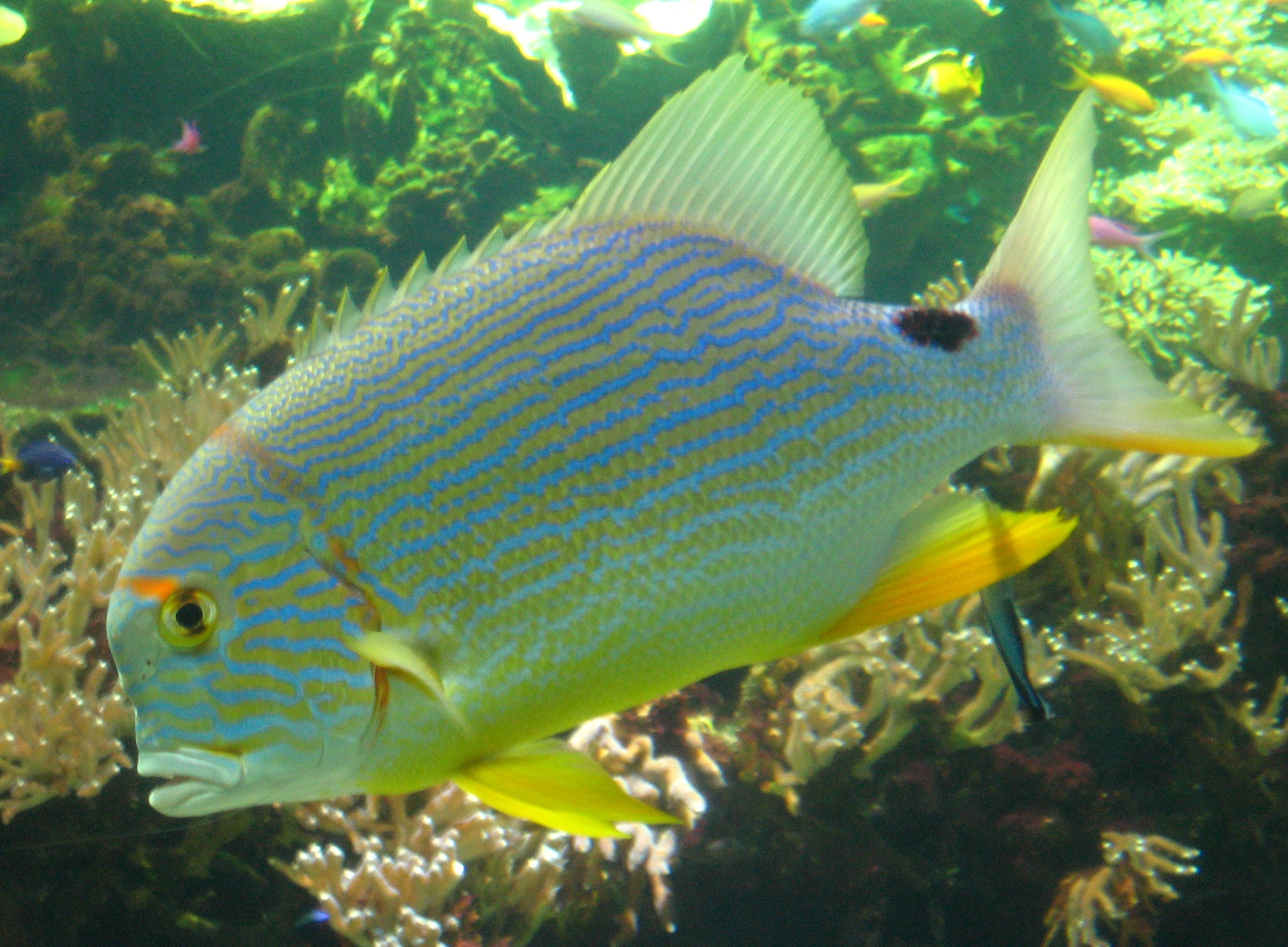
Symphorichthys spilurus

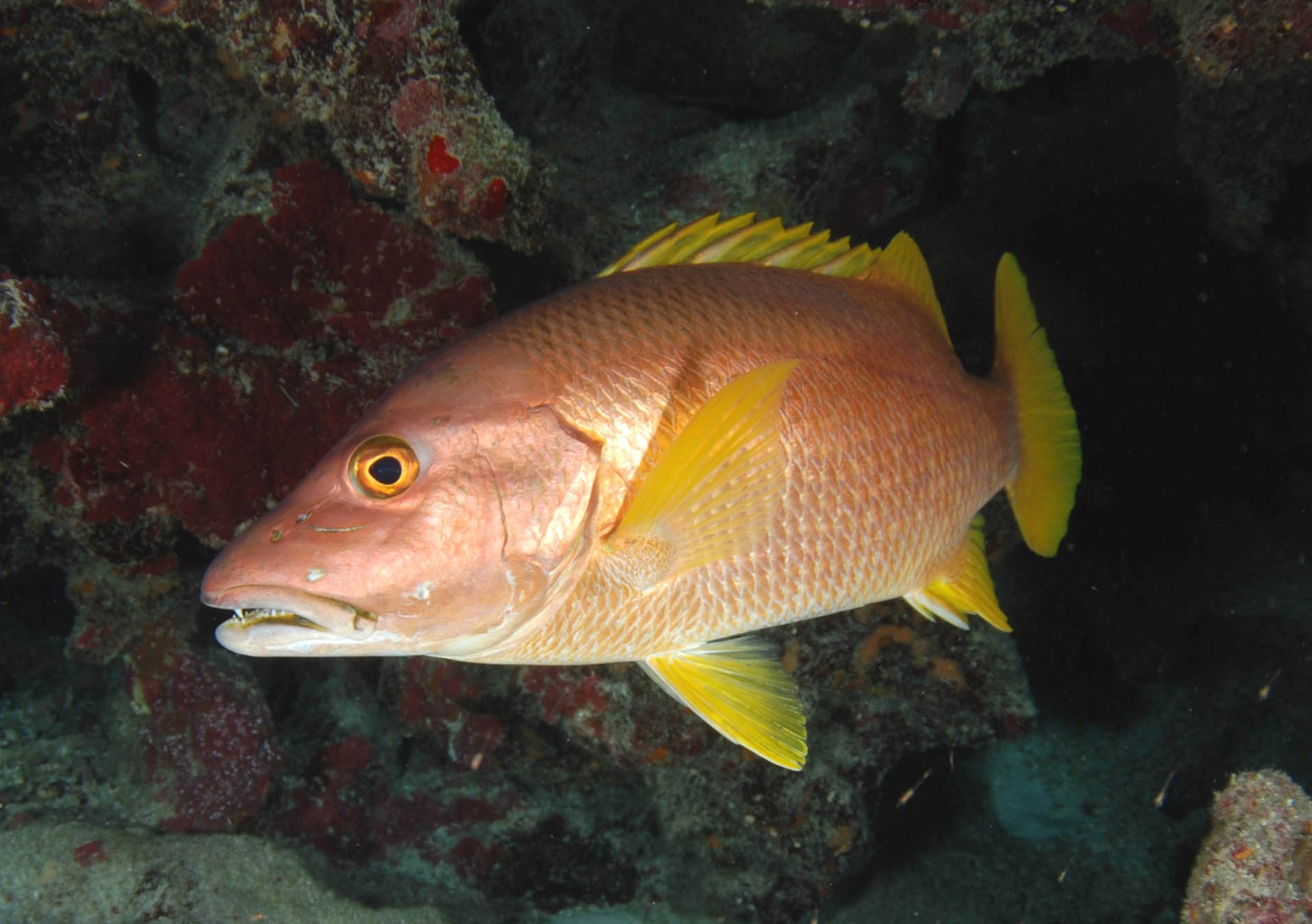
Lutjanus apodus

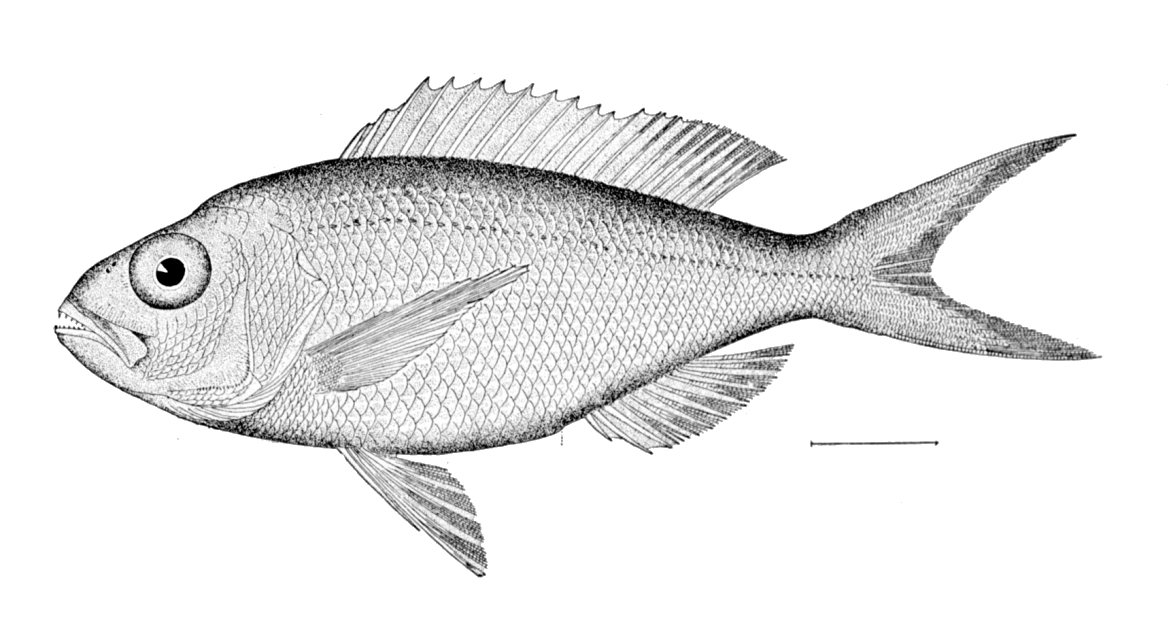
Pristipomoides macrophthalmus

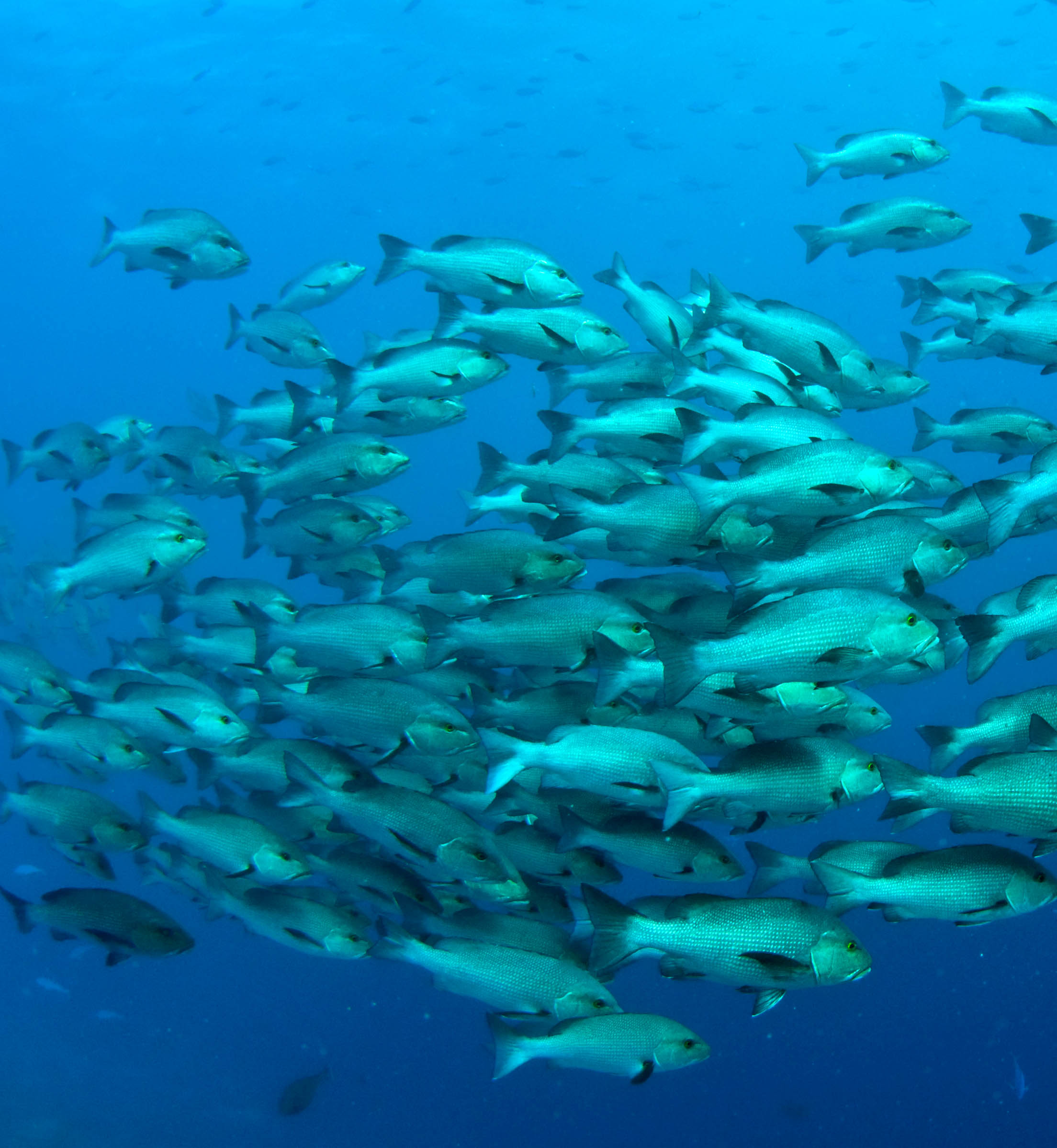
Lutjanus bohar

Луціанові (Lutjanidae) — родина окунеподібних риб. Поширені в коралових рифах Світового океану.

## Опис

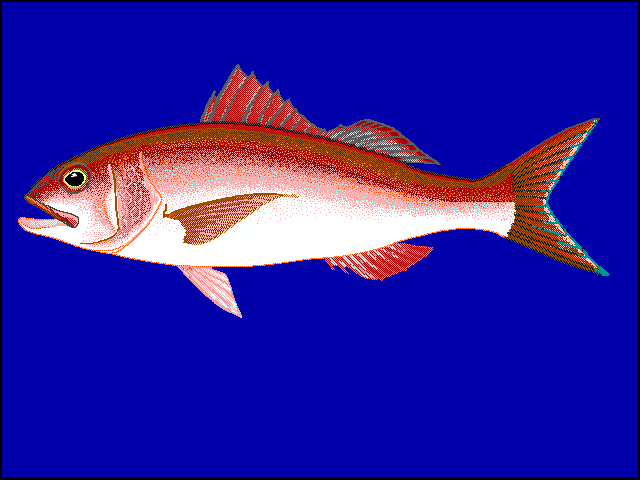
Etelis carbunculus

Мають довгасте, трохи стиснуте з боків тіло. Спинний плавець один, з добре вираженою колючою й м'якою частинами, розділеними звичайно неглибокою виїмкою. У спинному плавці 10-12 колючих променів, в анальному плавці — 3 сильні колючки й 7-14 м'яких променів. Колючки спинного й анального плавців можуть убиратися в борозенки. На щелепах розташовані гострі довгі зуби в передній частині й закруглені, жувальні — у задній частині. На лемеші й піднебінних костях перебувають дрібні волосоподібні зуби. Передкришка в луцианових зазубрена або гладка.

## Поведінка
Родина містить 16 родів і близько 115 видів морських тропічних риб, що населяють тропічну зону Атлантичного, Тихого й Індійського океанів, багато хто з яких мають важливе промислове значення. Lutjanidae живуть переважно уздовж берегів, серед рифів і скель. У більших кількостях зустрічаються вони в заростях підводної рослинності й коралів. Деякі види можуть утворювати скупчення також і на рівних площадках.

## Значення
Саме вони звичайно виловлюються траловим промислом. Найбільша кількість Lutjanidae добувається в західній частині Атлантичного океану, де вони є традиційними об'єктами лову в деяких латиноамериканських країнах (Куба, Венесуела, Мексика й ін.).

## Систематика
Родина включає 110 видів у 17 родах:
- підродина Apsilinae Johnson, 1980
  - рід Apsilus Valenciennes, 1830
  - рід Lipocheilus Anderson, Talwar & Johnson, 1977
  - рід Paracaesio Bleeker, 1875
  - рід Parapristipomoides Kami, 1963
- підродина Etelinae Gill, 1893
  - рід Aphareus Cuvier, 1870
  - рід Aprion Valenciennes, 1830
  - рід Etelis Cuvier, 1828
  - рід Pristipomoides Bleeker, 2020
  - рід Randallichthys Anderson, Kami & Johnson, 1977
- підродина Lutjaninae Gill, 1861
  - рід Hoplopagrus Gill, 1861
  - рід Lutjanus Bloch, 1790
  - рід Macolor Bleeker, 1860
  - рід Ocyurus Gill, 1862
  - рід Pinjalo Bleeker, 1873
  - рід Rhomboplites Gill, 1862
- підродина Paradicichthyinae Whitley, 1930
  - рід Symphorichthys Munro, 1967
  - рід Symphorus Günther, 1872

## Характеристика видів

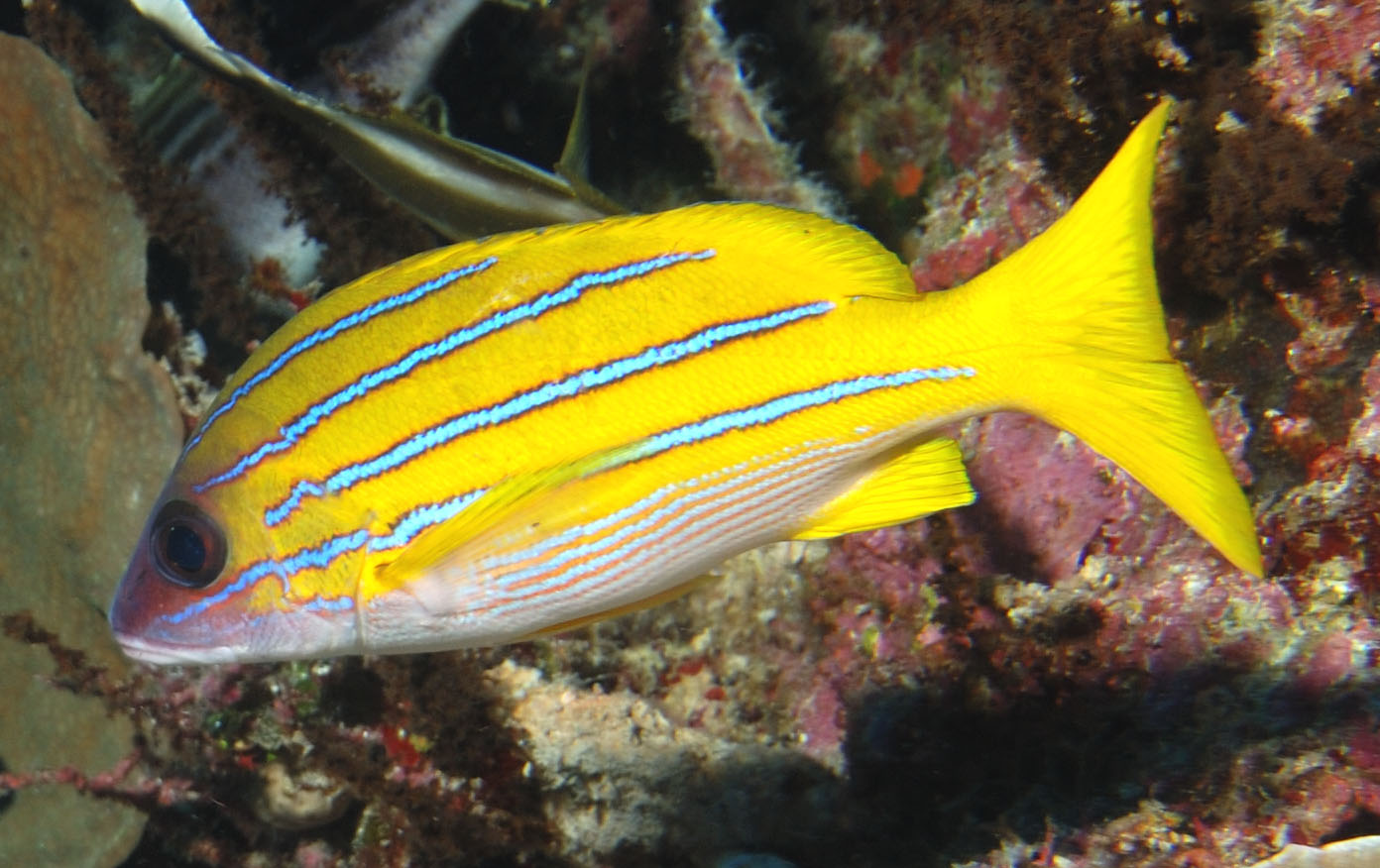
Lutjanus kasmira

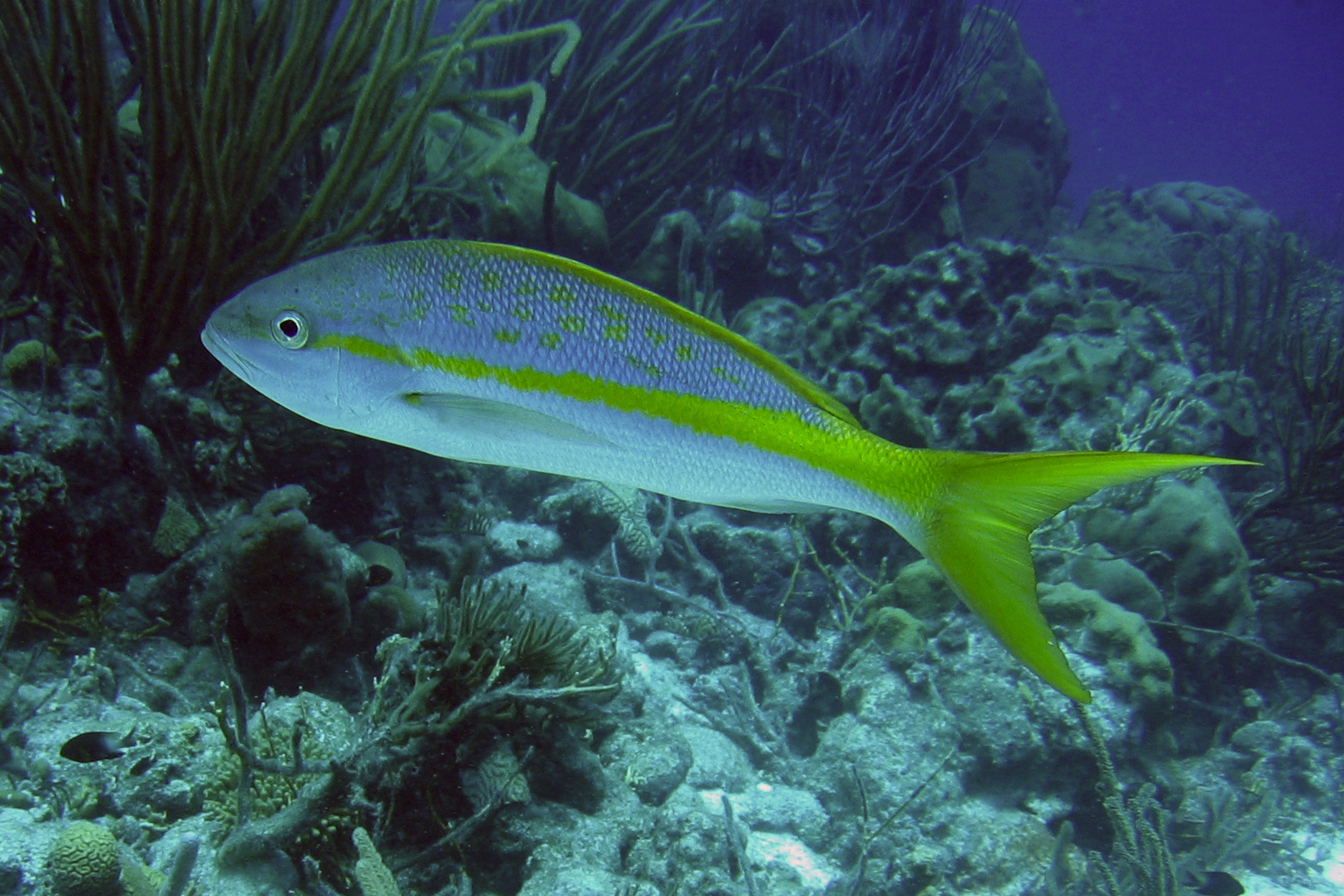
Ocyurus chrysurus

### РідЛуціан
Найбільш широке поширення має рід Луціан, або Парго, (Lutjanus), що нараховує 69 видів, з яких 45 живуть у водах Індійського й у південно-західній частині Тихого океану. Характерною ознакою роду є наявність луски на підставах спинного й анального плавців. Дуже добре розвинені зуби на сошнику й піднебінних костях. Рот великий, висувний. Рило звичайно трохи витягнуте, подовжене. У фарбуванні звичайні червоні тони.
Особливо багато представлені луціани в західній частині Тихого океану, де, наприклад у Філіппінських островів, зустрічається понад 30 видів. Настільки ж численні вони в Індійському океані, головним чином у водах Індії й Індокитаю.
Багато видів живе й у берегів Австралії, особливо в районі Великого Бар'єрного рифа. На сході Тихого океану, у берегів Мексики й Еквадору зустрічається 7-8 видів; зовсім немає луціанів у водах Гавайських островів. У західній частині Атлантичного океану, від Філадельфії до Бразилії, у Мексиканській затоці й у Карибському морі зустрічається 11 видів роду луціанів, а на сході, у Західної Африки, 5 видів, причому два з них — кахи (Lutianus apodus) і сірий луціан (L. griseus) зустрічаються як на заході, так і на сході.
Усюди луціани високо цінуються як промислові риби. Деякі види досягають 80-100 см довжини й 10-25 кг (і навіть 50 кг) ваги. Такі, наприклад, парго, червоний і сірий луціани (L. analis, L. aya, L. griseus) і ін. у Мексиканській затоці, бурий луциан (L. eutactus) Західної Африки, темнобровий і червоний луціани (L. sanguineus, L. argentimaculatus) у берегів Індії й т.д. Але й більше дрібні види, до 30-40 см довжини, місцями утворять скупчення і є важливими промисловими рибами. Такі, наприклад, біахайба, або червонохвостий луціан (L. synagris), на Кубі, смугастий і малабарський луціани (L. lineolatus, L. malabaricus) у берегів Індії й ін.
Більшість луціанів тримаються в заростях коралів, біля мангрових заростей, серед скель, полюючи тут за рибою, що становить основну їхню їжу.

### Рабірубія
Також до родини відноситься дуже гарна промислова риба Куби — рабірубія, або кубинський жовтохвіст (Ocyurus chrysurus). Спина в рабірубії рожева з фіолетовим відтінком, з яскраво-жовтими цятками. Від рила через око й до кінця тіла уздовж середини боків іде широка жовта смуга, хвостовий плавець яскраво-жовтий. Рабірубія харчується головним чином рибою, менше креветками, крабами й молюсками. Досягає довжини 27-30 см. Рабірубія — коштовна й важлива промислова риба.

### Апріон і Гострозуб
Крім луціанів, в Індійському й Тихому океанах поширені Апріони (рід Aprion, один вид A. virescens) і близькі до них гострозуби (Pristipomoides). Підстави спинного й анального плавців у них не покриті лускою, останні промені цих плавців подовжені. Це риби із прогонистим тілом, що живуть не тільки в дна, але й у товщі води. Вони досягають довжини 1 м. Косяки апріонів дуже часто зустрічаються на рівних ділянках шельфу, іноді в товщі води, де вони активно полюють на дрібних риб, креветок і головоногих молюсків. Особливе значення в харчуванні їх мають численні види анчоусів, що живуть в Індійському океані.

### Цезіо
Родина Lutjanidae містить у собі також невеликих, до 25-28 см, пелагічних риб, що ставляться до роду Цезио (Caesio). Вони відрізняються прогонистою торпедовидною формою тіла, розташуванням луски горизонтальними рядами, дрібними зубами на щелепах.
Цезіо живуть в Індійському океані й у західній частині Тихого океану, ведуть стадний спосіб життя, віддаючи перевагу районам коралових рифів і заростей підводної рослинності. Яскраве забарвлення дозволяє їм ховатися від численних хижаків, що живуть у тих же заростях. Харчуються цезіо дрібною рибою й ракоподібними.